# Zappa Records
Zappa Records ist ein US-amerikanisches Musiklabel, das der Komponist und Rockmusiker Frank Zappa im Jahr 1977 in Los Angeles gründete. Auf dem Label erschienen in den Jahren 1979 und 1980 nur wenige Singles und LPs Frank Zappas sowie eine Single und ein Album von L. Shankar. Mitte der 1990er Jahre brachten die Zappa-Söhne Alben ihrer Gruppe „Z“ heraus. Im Jahr 2006 wurde das Label vom Zappa Family Trust für Veröffentlichungen aus dem Zappa-Nachlass erneut genutzt.

## Geschichte
Zappa Records hatte einen schlechten Start. Ursprünglich hätte das neue Label mit der Vier-LP-Box Läther am 31. Oktober 1977, dem Halloween-Tag, debütieren sollen. Es waren bereits 300 LP-Boxen angefertigt worden, als Zappas Vertriebspartner Warner Bros. Records das Projekt stoppte. Warner erhob Einspruch, weil sich auf Läther Material fand, das teilweise mit dem Warner zur Veröffentlichung vorliegenden Album Zappa in New York übereinstimmte. Den Vertrieb in den USA und Kanada hatte Mercury/Phonogram übernommen, außerhalb Nordamerikas war CBS für die Zappa-Alben sowie Mercury/Phonogram für die Alben anderer Künstler des Labels zuständig.(S. 313)
Nach dem ursprünglich geplanten Start des Labels vergingen noch etwa eineinhalb Jahre, bis auf Zappa Records im März 1979 ein erstes Album erschien: Sheik Yerbouti, deren Songs zum Teil auch mobil auf einem Vierspuraufnahmegerät entstanden. Es wurde für Zappa zu einem großen Erfolg, da es nach dem 1974 erschienenen Album Apostrophe (’) dasjenige Album Zappas mit der zweithöchsten Hitparadennotierung war, welches bis auf Platz 21 der US-Charts, in Deutschland bis auf den zehnten Rang aufstieg. Als besonders erfolgreich erwies sich die ausgekoppelte Single „Bobby Brown“: Sie erreichte 1980 in Deutschland mit Rang vier und in der Schweiz mit Rang fünf ihre höchsten Notierungen; als „Bobby Brown Goes Down“ wiederveröffentlicht, schaffte das Lied elf Jahre später erneut den Sprung in die Hitparaden und kletterte in Österreich bis auf den zweiten Platz. In den Vereinigten Staaten erreichte die ebenfalls ausgekoppelte Single „Dancin’ Fool“ Platz 45. Außerdem brachte das Album Zappa seine beiden ersten – letztlich jedoch nicht von Erfolg gekrönten – Grammy-Nominierungen ein: für das Stück „Dancing Fool“ in der Kategorie „Best Rock Vocal Performance – male“ sowie für das Gitarrenstück „Rat Tomago“ in der Kategorie „Best Rock Instrument Performance“.
Zappa hatte zwischenzeitlich den indischen Geiger L. Shankar für das Label verpflichtet. Ergebnis dieser Zusammenarbeit war das Album Touch Me There. Zappa trat bei vier Stücken als Co-Autor, beim Lied „Dead Girls of London“ zusammen mit Ike Willis außerdem als Sänger in Erscheinung.
Joe’s Garage war als Broadway-Musical konzipiert, doch verwarf Zappa seine ursprüngliche Idee. So erschien Joe’s Garage Act I als einfache LP, der nach einem Monat die Single-Auskoppelung „Joe’s Garage“/„Central Scrutinizer“ sowie zwei Monate darauf das Doppelalbum Joe’s Garage Act II & III folgten. Auch diese Alben wurden ein kommerzieller Erfolg und erreichten in den USA und Deutschland Plätze in oder knapp unter den Top-40, in Österreich in den Top-10.
Für lange Zeit die letzte Veröffentlichung auf Zappa Records war die Single „I Don’t Wanna Get Drafted“ mit „Ancient Armaments“ auf der Rückseite, die Ende April 1980 herauskam und sich in den US-Charts auf Rang 103, in Deutschland auf Position 71 platzieren konnte.
Danach brachte das Label 15 Jahre lang keine Platten mehr heraus. 1995 und 1996 erschienen unter Beteiligung des ehemaligen Zappa-Musikers Mike Keneally zwei Alben von „Z“, der Gruppe der Zappa-Söhne Ahmet und Dweezil Zappa. Weitere zehn Jahre vergingen, bis die Zappa-Familie im Jahr 2006 in kurzer Folge drei Alben aus dem Zappa-Nachlass veröffentlichte.(S. 322) (S. 91f)
Im Jahr 2012 ist der Begriff "Zappa Records" Gegenstand ausführlicher Erörterungen eines Urteils des Bundesgerichtshofs gewesen. Der Zappa-Trust hatte gegen die Betreiber der Zappanale wegen Verletzung der eingetragenen Gemeinschaftsmarke "Zappa" geklagt. Seine Hauptargumentation war, dass die Marke Zappa durch die Verwendung der Bezeichnung "Zappa records" auch in der Gemeinschaft genutzt worden sei. Dem ist der BGH wie die Vorinstanz (das OLG Düsseldorf) entgegengetreten. Auf die Widerklage der Zappanale Betreiber hat der BGH entschieden, dass damit auch der Begriff Zappa in Deutschland keinen Markenschutz genießt, weil er nach der Eintragung nicht markenmäßig benutzt worden sei.